# Anton Archipov
Anton Anatol'evič Archipov (in russo Антон Анатольевич Архипов?; Mosca, 4 novembre 1985) è un ex calciatore russo, di ruolo attaccante.

## Carriera
Ha giocato nella massima serie dei campionati russo ed israeliano.